# Silvia Fröhlich
Silvia Fröhlich (Lipsia, 24 febbraio 1959) è un'ex canottiera tedesca.

## Palmarès

### Olimpiadi
- 1 medaglia:
  - 1 oro (Mosca 1980 nel quattro con)

### Mondiali
- 5 medaglie:
  - 2 ori (Lucerna 1982 nel due senza; Duisburg 1983 nel due senza)
  - 3 argenti (Karapiro 1978 nell'otto; Bled 1979 nell'otto; Monaco di Baviera 1981 nel quattro con)